# Asia Rugby Championship 2018 (dywizje)
Asia Rugby Championship 2018 – czwarta edycja corocznych zawodów organizowanych pod auspicjami Asia Rugby dla azjatyckich męskich reprezentacji rugby union. Turnieje w ramach niższych od Top 3 dywizji odbywały się od kwietnia do czerwca 2018 roku.

## System rozgrywek
Zawody były rozgrywane w poszczególnych dywizjach albo w formie turnieju play-off – zwycięzcy półfinałów walczyli o triumf w zawodach, przegrani zaś z tych meczów o utrzymanie się w tej klasie rozgrywek – albo też systemem kołowym – zwycięzca meczu zyskiwał cztery punkty, za remis przysługiwały dwa punkty, porażka nie była punktowana, a zdobycie przynajmniej czterech przyłożeń lub przegrana nie więcej niż siedmioma punktami premiowana była natomiast punktem bonusowym. 

## Dywizja 1
Turniej Dywizji 1 odbył się w Manili w formie dwumeczu rozegranego w dniach 23 i 26 czerwca 2018 roku. Obydwa mecze wysoko wygrali gospodarze. Profile zespołów i sędziowie zawodów.
| 23 czerwca 201816:00 | Filipiny | 32:24 | Singapur | Southern Plains Stadium, Manila Sędzia: Rui Shimizu |
| 23 czerwca 201816:00 |          | 32:24 |          | Southern Plains Stadium, Manila Sędzia: Rui Shimizu |

| 26 czerwca 201816:00 | Singapur | 12:38 | Filipiny | Southern Plains Stadium, Manila Sędzia: Seo In-soo |
| 26 czerwca 201816:00 |          | 12:38 |          | Southern Plains Stadium, Manila Sędzia: Seo In-soo |

## Dywizja 2
Turniej Dywizji 2 odbył się w tajlandzkim mieście Pattaya w ciągu trzech meczowych dni pomiędzy 20 a 26 maja 2018 roku i wzięły w nim udział trzy zespoły rywalizujące systemem kołowym. Dzięki dwóm zwycięstwom triumfowała w nim reprezentacja Chińskiego Tajpej. Sędziowie zawodów.
| 20 maja 201816:30 | Tajlandia | 18:12 | Indie | Stadion Nongprue, Pattaya Sędzia: Charlie Brown |
| 20 maja 201816:30 |           | 18:12 |       | Stadion Nongprue, Pattaya Sędzia: Charlie Brown |

| 23 maja 201816:00 | Indie | 5:44 | Chińskie Tajpej | Stadion Nongprue, Pattaya Sędzia: Seo In-soo |
| 23 maja 201816:00 |       | 5:44 |                 | Stadion Nongprue, Pattaya Sędzia: Seo In-soo |

| 26 maja 201816:00 | Chińskie Tajpej | 28:21 | Tajlandia | Stadion Nongprue, Pattaya Sędzia: Harry Parsons |
| 26 maja 201816:00 |                 | 28:21 |           | Stadion Nongprue, Pattaya Sędzia: Harry Parsons |

## Dywizja 3

### Dywizja 3 Wschodnia
Turniej Dywizji 3E odbył się w Bandar Seri Begawan w ciągu trzech meczowych dni pomiędzy 8 a 12 maja 2018 roku i wzięły w nim udział trzy zespoły rywalizujące systemem kołowym. Wygrywając swoje oba pojedynki w zawodach triumfowała reprezentacja Guamu. Sędziowie zawodów.
| 8 maja 201816:00 | Brunei | 12:66 | Guam | Belapan Stadium, Bandar Seri Begawan Sędzia: Bing Xing |
| 8 maja 201816:00 |        | 12:66 |      | Belapan Stadium, Bandar Seri Begawan Sędzia: Bing Xing |

| 10 maja 201816:00 | Guam | 52:12 | Chiny | Belapan Stadium, Bandar Seri Begawan Sędzia: Abdul Hanan |
| 10 maja 201816:00 |      | 52:12 |       | Belapan Stadium, Bandar Seri Begawan Sędzia: Abdul Hanan |

| 12 maja 201816:00 | Brunei | 18:39 | Chiny | Belapan Stadium, Bandar Seri Begawan Sędzia: Lee Ki-don |
| 12 maja 201816:00 |        | 18:39 |       | Belapan Stadium, Bandar Seri Begawan Sędzia: Lee Ki-don |

### Dywizja 3 Centrum
Turniej Dywizji 3C odbył się w Ałmaty w ciągu dwóch meczowych dni pomiędzy 16 a 19 maja 2018 roku i wzięły w nim udział cztery zespoły rywalizujące systemem pucharowym. W zawodach triumfowali gospodarze.
|  |              |            |            |              |    |          |          |       |
|  | Półfinał     | Półfinał   | Półfinał   |              |    | Finał    | Finał    | Finał |
|  | Półfinał     | Półfinał   | Półfinał   |              |    | Finał    | Finał    | Finał |
|  | 16 maja 2018 |            |            |              |    |          |          |       |
|  |              |            |            |              |    |          |          |       |
|  | Pakistan     | Pakistan   | 82         |              |    |          |          |       |
|  | Pakistan     | Pakistan   | 82         | 19 maja 2018 |    |          |          |       |
|  | Kirgistan    | Kirgistan  | 0          |              |    |          |          |       |
|  | Kirgistan    | Kirgistan  | 0          |              |    | Pakistan | Pakistan | 0     |
|  | 16 maja 2018 |            |            |              |    | Pakistan | Pakistan | 0     |
|  |              |            | Kazachstan | Kazachstan   | 48 |          |          |       |
|  | Kazachstan   | Kazachstan | Kazachstan | Kazachstan   | 48 | 55       |          |       |
|  | Kazachstan   | Kazachstan |            |              |    |          |          |       |
|  | Mongolia     | Mongolia   | 6          |              |    |          |          |       |
|  | Mongolia     | Mongolia   | 6          |              |    |          |          |       |

| 16 maja 201814:30 | Pakistan | 82:0 | Kirgistan | Stadium of the First President, Ałmaty Sędzia: Just Wang |
| 16 maja 201814:30 |          | 82:0 |           | Stadium of the First President, Ałmaty Sędzia: Just Wang |

| 16 maja 201817:00 | Kazachstan | 55:6 | Mongolia | Stadium of the First President, Ałmaty Sędzia: Craig Chan |
| 16 maja 201817:00 |            | 55:6 |          | Stadium of the First President, Ałmaty Sędzia: Craig Chan |

| 19 maja 201817:00 | Pakistan | 0:48 | Kazachstan | Stadium of the First President, Ałmaty Sędzia: Craig Chan |
| 19 maja 201817:00 |          | 0:48 |            | Stadium of the First President, Ałmaty Sędzia: Craig Chan |

### Dywizja 3 Zachodnia
Turniej Dywizji 3W odbył się w Bejrucie w ciągu dwóch meczowych dni pomiędzy 24 a 27 kwietnia 2018 roku i wzięły w nim udział cztery zespoły rywalizujące systemem pucharowym. W finale spotkały się zespoły Iranu i Libanu, górą z tego pojedynku wyszli gospodarze broniąc tym samym tytułu sprzed roku. Sędziowie zawodów.
|  |                  |           |           |                   |    |       |       |       |
|  | Półfinały        | Półfinały | Półfinały |                   |    | Finał | Finał | Finał |
|  | Półfinały        | Półfinały | Półfinały |                   |    | Finał | Finał | Finał |
|  | 24 kwietnia 2018 |           |           |                   |    |       |       |       |
|  |                  |           |           |                   |    |       |       |       |
|  | Iran             | Iran      | 17        |                   |    |       |       |       |
|  | Iran             | Iran      | 17        | 27 kwietnia 2018  |    |       |       |       |
|  | Katar            | Katar     | 8         |                   |    |       |       |       |
|  | Katar            | Katar     | 8         |                   |    | Iran  | Iran  | 17    |
|  | 24 kwietnia 2018 |           |           |                   |    | Iran  | Iran  | 17    |
|  |                  |           | Liban     | Liban             | 29 |       |       |       |
|  | Liban            | Liban     | Liban     | Liban             | 29 | 62    |       |       |
|  | Liban            | Liban     |           |                   |    |       |       |       |
|  | Jordania         | Jordania  | 3         |                   |    |       |       |       |
|  | Jordania         | Jordania  | 3         | Mecz o 3. miejsce |    |       |       |       |
|  |                  |           |           |                   |    |       |       |       |
|  | 27 kwietnia 2018 |           |           |                   |    |       |       |       |
|  |                  |           |           |                   |    |       |       |       |
|  | Katar            | Katar     | 25        |                   |    |       |       |       |
|  | Katar            | Katar     | 25        |                   |    |       |       |       |
|  | Jordania         | Jordania  | 11        |                   |    |       |       |       |
|  | Jordania         | Jordania  | 11        |                   |    |       |       |       |

| 24 kwietnia 201815:30 | Iran | 17:8 | Katar | Fouad Chehab Stadium. Bejrut Sędzia: Sourojit Ghosh |
| 24 kwietnia 201815:30 |      | 17:8 |       | Fouad Chehab Stadium. Bejrut Sędzia: Sourojit Ghosh |

| 24 kwietnia 201818:30 | Liban | 62:3 | Jordania | Fouad Chehab Stadium. Bejrut Sędzia: Tony Duminy |
| 24 kwietnia 201818:30 |       | 62:3 |          | Fouad Chehab Stadium. Bejrut Sędzia: Tony Duminy |

| 27 kwietnia 201817:00 | Iran | 17:29 | Liban | Fouad Chehab Stadium. Bejrut Sędzia: Jefri Mustafa |
| 27 kwietnia 201817:00 |      | 17:29 |       | Fouad Chehab Stadium. Bejrut Sędzia: Jefri Mustafa |

| 27 kwietnia 201814:00 | Katar | 25:11 | Jordania | Fouad Chehab Stadium. Bejrut Sędzia: Tony Duminy |
| 27 kwietnia 201814:00 |       | 25:11 |          | Fouad Chehab Stadium. Bejrut Sędzia: Tony Duminy |